# Partenium ambrozjowate
Partenium ambrozjowate (Parthenium hysterophorus L.) – gatunek roślin należący do rodziny astrowatych. Pochodzi z Ameryki Północnej i Południowej, ale rozprzestrzeniony został w wielu obszarach, zwłaszcza w strefie międzyzwrotnikowej. Na terenie dzisiejszej Polski odnotowany jako przejściowo zawleczony w Szczecinie w 1938 (w polskiej florze ma status niezadomowionego efemerofita).
Rośliny tego gatunku zawierają toksyczny lakton – parteninę powodujący silne dermatozy, katar sienny i astmę. Ich pyłek utrudnia zapylenie i zawiązywanie owoców innych gatunków (w tym użytkowych), a ich nektar służy jako pożywienie roznoszącym malarię samicom widliszka. Rośliny te bardzo silnie zachwaszczają uprawy i są bardzo trudne do zwalczania. 
Rośliny te są też wykorzystywane jako lecznicze oraz do fitoremediacji gleb w związku z wiązaniem przez nie niklu i kadmu. Mogą być także stosowane jako bioherbicyd.

## Rozmieszczenie geograficzne
Gatunek występuje na rozległych obszarach Ameryki Północnej i Południowej, od środkowej i wschodniej części USA po Argentynę. Pospolity jest zwłaszcza w Meksyku, na Antylach, w Ameryce Centralnej i w północnej części Ameryki Południowej (po Brazylię). Do Europy roślina ta zawlekana była tylko przejściowo. Odnotowana została w 1938 roku w Szczecinie oraz w latach 90. XX wieku w belgijskich portach w Roeselare i Gandawie. Partenium to rozprzestrzenione zostało we wschodniej i południowej Afryce, w południowej i wschodniej Azji oraz w Australii, gdzie było zawlekane głównie w latach 50., 60. i 70. XX wieku wraz z zanieczyszczonymi ziarnami zbóż z Ameryki Północnej. W wielu miejscach zajmuje ogromne obszary, np. tylko w Indiach zachwaszczone tym gatunkiem w pierwszej dekadzie XXI wieku były ponad 2 miliony ha upraw.
Gatunek ujęty jest na liście inwazyjnych gatunków obcych uznanych za stwarzające zagrożenie dla Unii Europejskiej.

## Morfologia

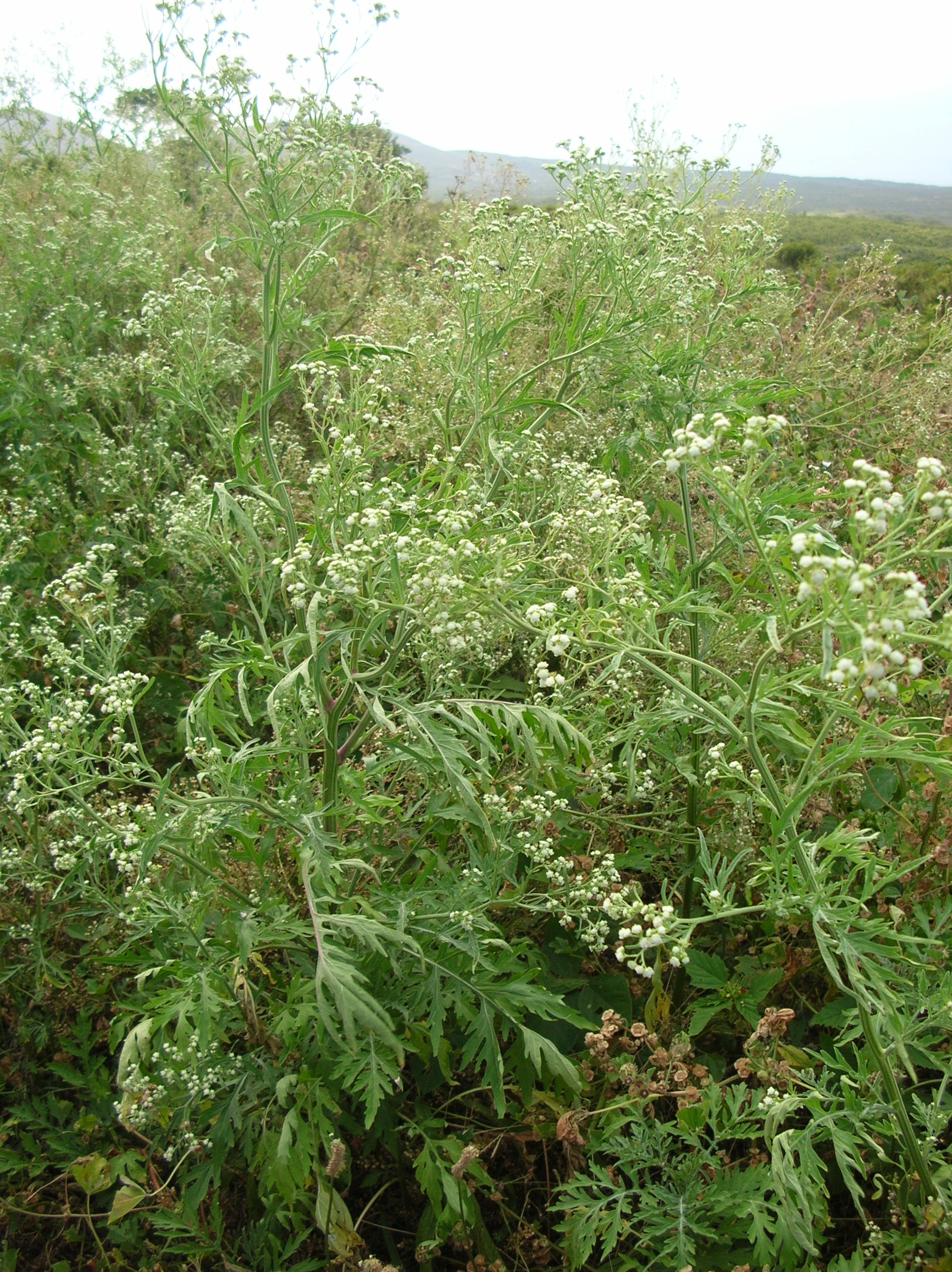

PokrójRośliny zielne (z wiekiem u nasady nieco drewniejące) o pędach szaro- lub sinawozielonych, osiągające zwykle od 30 do ponad 120 cm wysokości. W zależności od warunków siedliskowych czasem wyrastają jednak tylko na 10 cm lub ponad 200 cm. Mają głęboki korzeń palowy.
LiścieSkrętoległe. Blaszki osiągające 3–18 cm długości i 1–9 cm szerokości w ogólnym zarysie jajowate do eliptycznych, dwukrotnie pierzasto klapowane z odcinkami lancetowatymi do równowąskich o długości do 5 cm i szerokości do 1,5 cm. Szorstkie.
KwiatyZebrane w główkowate kwiatostany osiągające 4 mm średnicy osadzone na szypułkach zwykle do 1 cm długości, tworzące kwiatostany złożone mające postać baldachogrona. Średnio na każdej roślinie powstaje 810 koszyczków. Listki tworzące okrywy koszyczków długości 2 do 4 mm, zewnętrzne lancetowate, wewnętrzne jajowate do kolistych. Kwiaty żeńskie (brzeżne) w liczbie 5–6, z rurkowatymi koronami zakończonymi łatkami nerkowatymi do kolistych o długości do 1 mm. Kwiaty męskie w liczbie od kilkunastu do 30. Korony mają barwę kremowobiałą.
OwoceNiełupki gładkie, czarne, jajowate osiągające ok. 2 mm długości, z jajowatymi lub trójkątnymi przydatkami o długości do 1 mm powstającymi z kielicha. Średnio jedna roślina produkuje ok. 15 tys. nasion, a silniej rosnące nawet ponad 100 tys.

## Biologia i ekologia

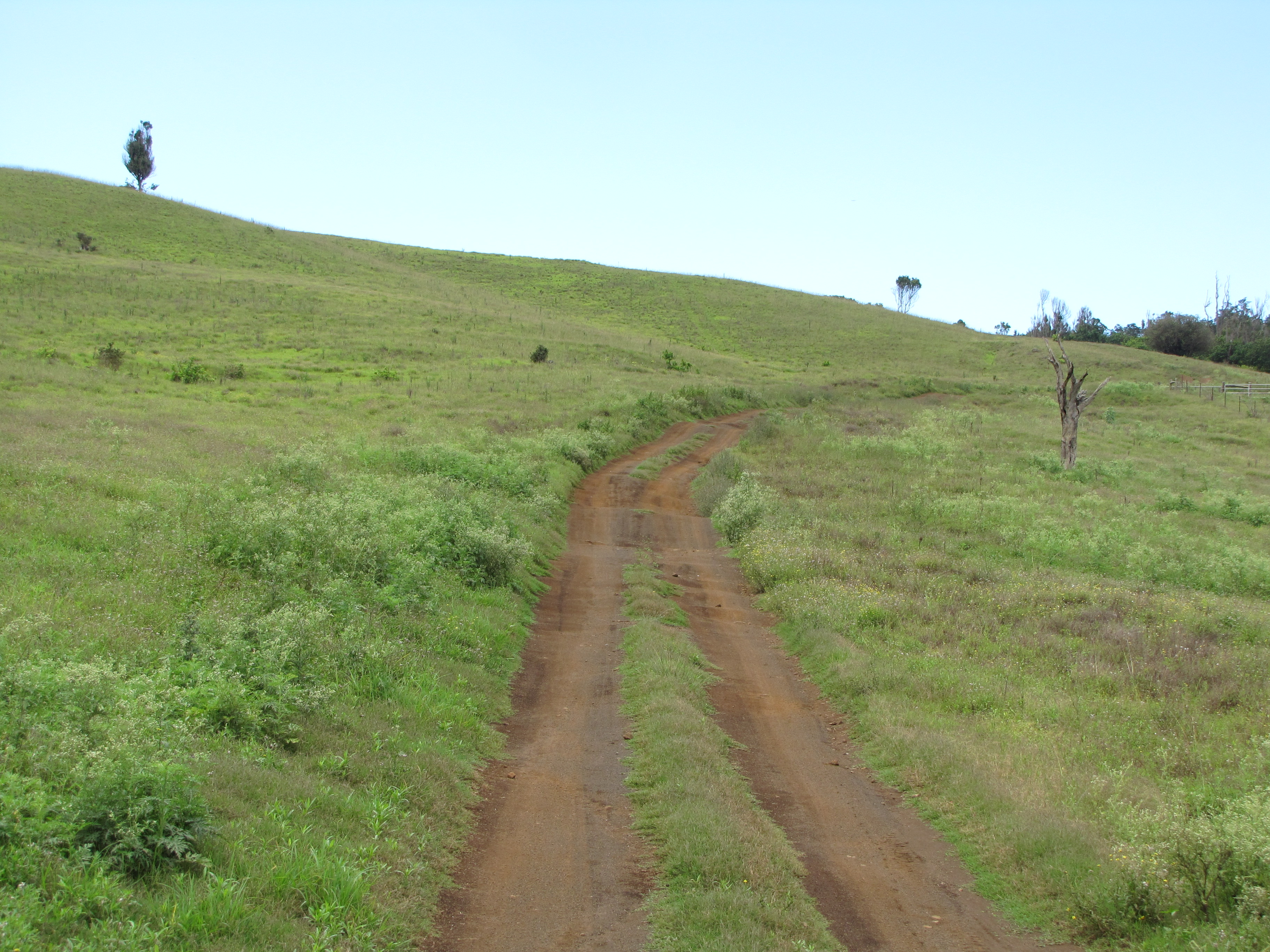
Partenium ambrozjowate na przydrożach i w zbiorowiskach trawiastych na Hawajach

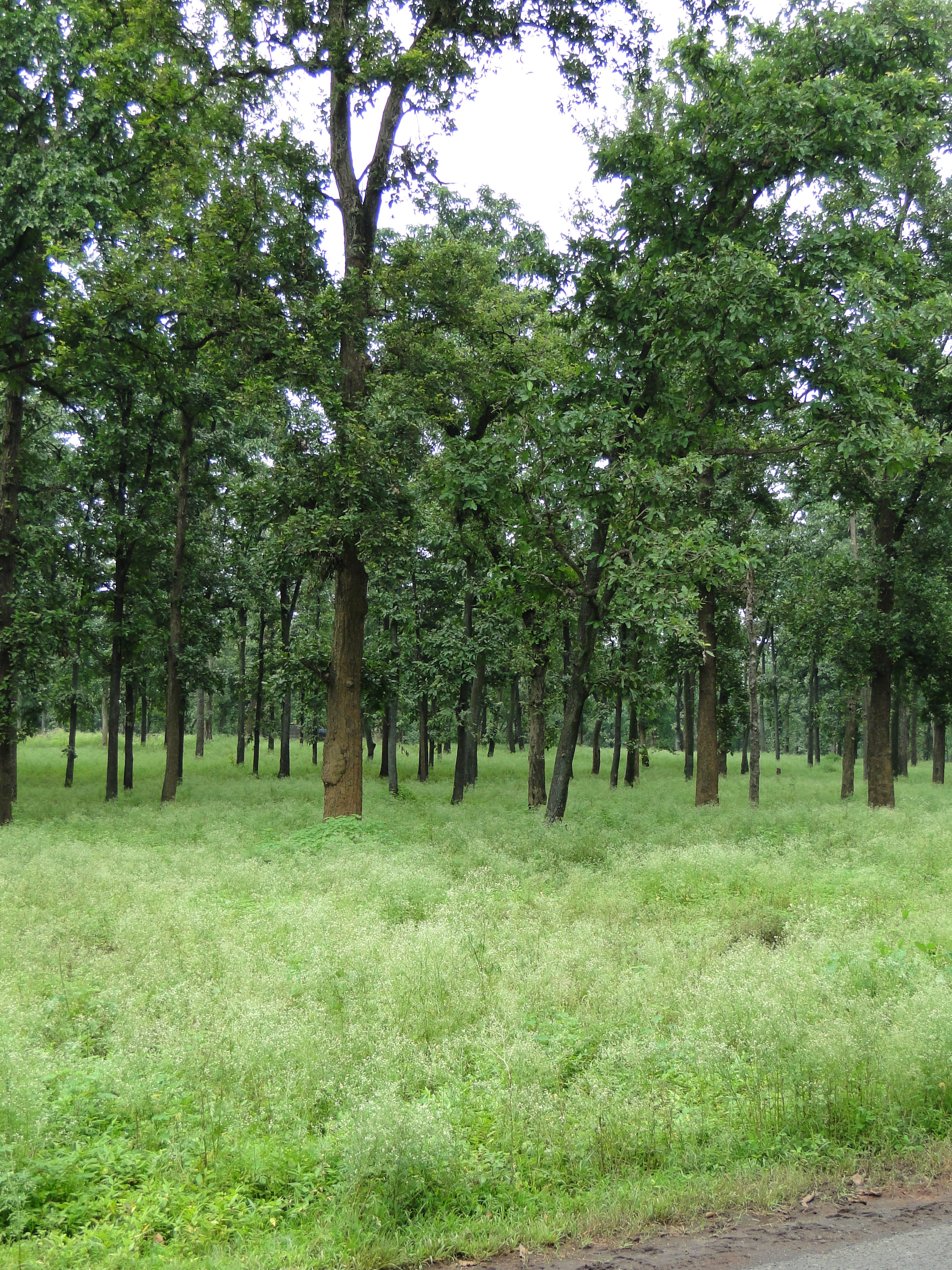
Partenium ambrozjowate w indyjskim lesie

Roślina jednoroczna kwitnąca od marca do listopada. W obszarze pierwotnego zasięgu jest gatunkiem pionierskim, zasiedlającym miejsca zaburzone, brzegi rzek. Jako chwast rośnie w różnorodnych uprawach, w sadach, w winnicach oraz w zbiorowiskach trawiastych. Jest popularnym chwastem w ogrodach warzywnych i przydomowych oraz na plantacjach m.in. cytrusów, kawy, bananów. W obszarach, na których jest gatunkiem inwazyjnym wnika także do widnych lasów, zbiorowisk na terenach zalewowych i nadbrzeżnych. Rozprzestrzenia się wzdłuż przydroży i terenów kolejowych.
Rozwija się na bardzo różnych glebach – neutralnych, kwaśnych i alkalicznych. Najlepiej rośnie na obszarach, gdzie roczna suma opadów przekracza 500 mm.
Zdolność do kiełkowania ma ok. 85% nasion i przynajmniej część zachowuje ją przez co najmniej 10 lat. Rośliny kwitną po 4–8 tygodniach od skiełkowania i sukcesywnie rozwijają kolejne koszyczki aż do zabicia rośliny przez mrozy lub suszę. W odpowiednich warunkach klimatycznych roślina może w ciągu roku wydać dwa lub trzy pokolenia.
Roślina jest niewrażliwa na szereg popularnych herbicydów i w efekcie bardzo silnie zachwaszcza pola, gdzie są one stosowane (nie ma konkurencji innych gatunków). 

### Wpływ na inne gatunki roślin
Partenium ambrozjowate oddziałuje silnie allelopatycznie (ogranicza kiełkowanie i rozwój) na okoliczne rośliny zarówno przez substancje uwalniane z korzeni do gleby, jak i poprzez rozkładające się na powierzchni gleby szczątki oraz spalone suche pędy. Pyłek tego gatunku utrudnia zapylenie i zawiązywanie owoców innych roślin, w tym użytkowych (np. pomidorów, fasoli i bakłażanów).
Wkroczenie tego gatunku do niektórych formacji roślinnych powoduje drastyczne zmiany i spadek zróżnicowania gatunkowego udokumentowany np. w zbiorowiskach trawiastych w Nepalu czy Australii, gdzie w efekcie obniżył o 90% produktywność pastwisk.

### Wpływ na zdrowie ludzi i zwierząt
Rośliny tego gatunku zawierają toksyczny lakton – parteninę – powodujący silne dermatozy (rumień, pęcherze) w przypadku kontaktu bezpośredniego oraz katar sienny, astmę i stany zapalne oczu w wyniku kontaktu z pyłkiem. Rośliny te powodować też mogą biegunkę, bezdech i zadławienia. W przypadku osób silnie uczulonych reakcja alergiczna kończy się śmiercią.
Ziele w przypadku spożycia powoduje zatrucie u bydła i owiec. Mięso i mleko takich zwierząt traci na jakości i w zasadzie nie nadaje się do spożycia.
W przypadku roznoszących malarię widliszków Anopheles okazało się, że nektar tego gatunku nie tylko nie szkodzi, ale wykorzystywany jest jako pożywienie  przez samice w okresie, gdy nie mają dostępu do krwi. Komary żywiące się nektarem tego gatunku gromadzą większe rezerwy tłuszczów niż w przypadku wykorzystania innych roślin, co wpływać może korzystnie m.in. na ich zdolności reprodukcyjne.